# Lucedioklooster

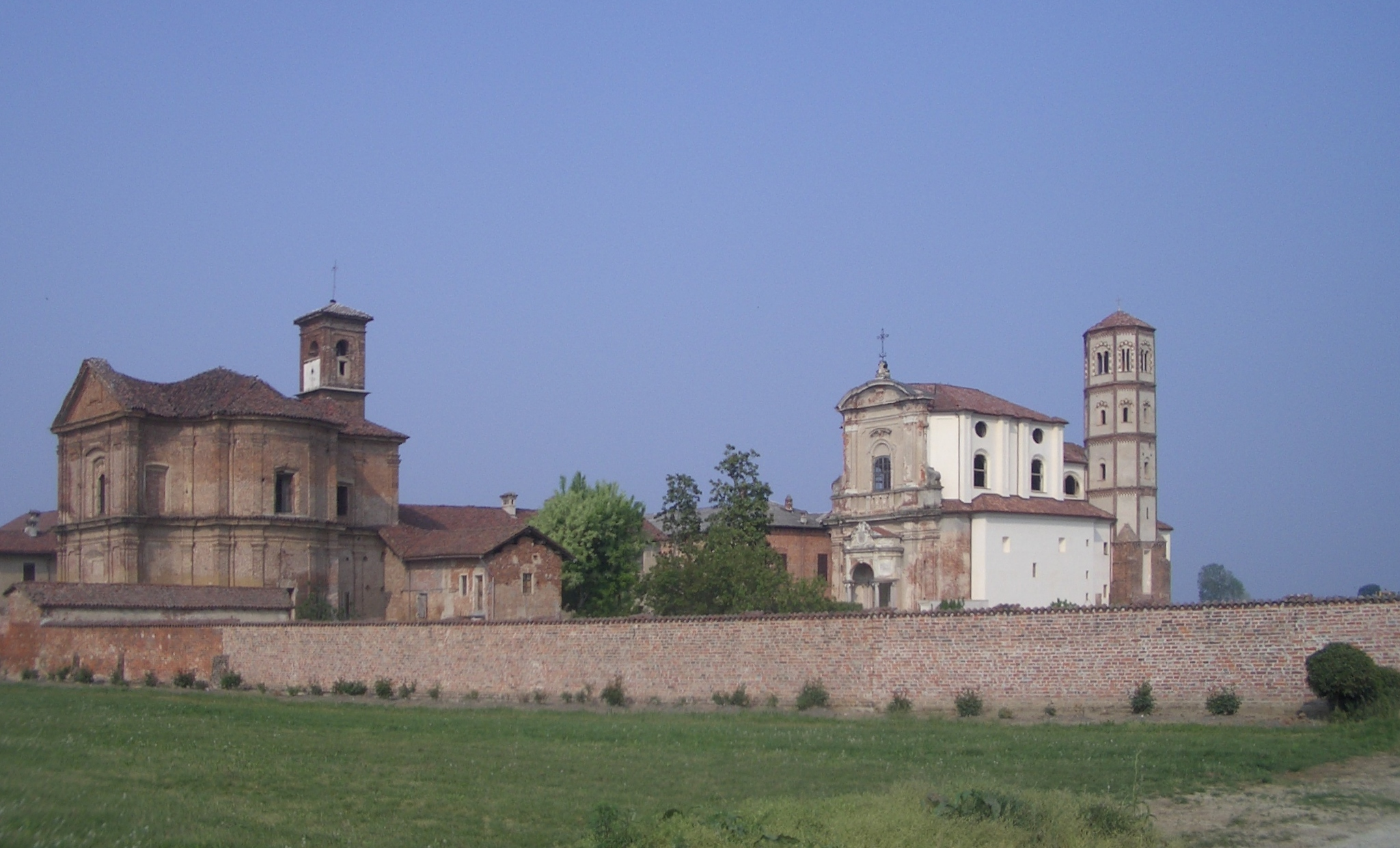
Lucedioklooster

Het Lucedioklooster (Italiaans: Abbazia di Santa Maria di Lucedio) is een voormalig klooster dat gesticht is in de twaalfde eeuw. Het klooster bevindt zich in de buurt van Trino, provincie Vercelli in de regio Piëmont in het noordwesten van Italië. Het klooster behoorde tot de orde van de cisterciënzers.
Het klooster speelde een belangrijke rol bij de introductie van rijst in het gebied. Rijst werd hier voor het eerst rond 1400 door de monniken van dit klooster geïntroduceerd.